# Lev Vigotski
Lev Semeónovitx Vigotski (rus: Лев Семёнович Выго́тский; belarús: Леў Сямёнавіч Выго́цкі) (Orxa, Belarus, Imperi Rus, 17 de novembre del 1896 - Moscou, URSS, 11 de juny 1934) fou un psicòleg del desenvolupament. D'acord amb la teoria de Vigotski, el desenvolupament intel·lectual dels nens és una funció del grup humà en què ens movem, més que una qüestió individual. Les seves contribucions són especialment respectades i influents dins el camp de la psicologia evolutiva, psicologia cultural, educativa i el desenvolupament infantil. No va ser descobert pel món occidental fins a la dècada dels 1960.
El caràcter prolífic de la seva obra i la seva mort prematura van fer que se'l conegui com el Mozart de la psicologia (caracterització creada per Stephen Toulmin). La idea fonamental de la seva obra és que el desenvolupament dels humans només es pot explicar mitjançant la interacció social. El desenvolupament consisteix en la interiorització d'instruments culturals (com el llenguatge) que inicialment no ens pertanyen, sinó que pertanyen al grup humà en el qual naixem, el qual ens transmet els productes culturals a través de la interacció social. La cultura, doncs, té un paper preponderant en la teoria de Vigotski: el desenvolupament individual no es pot entendre sense referència al mitjà social... en el qual el nen està inclòs (Tudge i Rogoff, 1989). El nen utilitza alguna mena de ferramenta o signe per a convertir relacions socials en funcions psicològiques.

## Biografia
Va néixer a Orxa (Belarús, Imperi Rus) en el si d'una pròspera família jueva, però sent encara molt nen es va traslladar amb la família a Hómiel (a Belarús, llavors dins de l'Imperi Rus). Els seus pares tenien gran interès que estudiés medicina i, encara que la seva vocació s'inclinava a matèries de caràcter humanístic, va aconseguir plaça en la Facultat de Medicina de Moscou. En l'últim moment, però, va renunciar a la plaça i es va matricular en la Facultat de Dret.
Paral·lelament, va seguir estudis de filosofia i història en la Universitat Xaniavski, encara que la seva titulació no estava reconeguda per les autoritats educatives tsaristes. Es va graduar el 1918 i va tornar al seu poble, Hómiel, on va treballar de professor i va estudiar psicologia. El 1924, va traslladar-se a Moscou, i hi treballà en diversos projectes.
Molts anys després, en l'última etapa de la seva vida, Vigotski va començar a estudiar medicina, buscant-hi una explicació de l'organització neurològica de les funcions mentals superiors que havia estudiat abans des d'altres perspectives. La seva prematura mort li va impedir completar aquests estudis, ja que va morir de tuberculosi el 1934, deixant al seu pas treballs i idees que encara avui estan per explorar.
Durant tota la seva vida, Vigotski es va dedicar a l'ensenyament. Va treballar inicialment a Hómiel com a professor de psicologia i com a formador de psicòlegs i pedagogs. Després es va traslladar a Moscou, on es va convertir molt aviat en figura central de la psicologia de l'època. Va tenir com a alumnes Aleksander Lúria i Aleksei Leóntiev, que es van convertir en els seus primers col·laboradors i seguidors.

## Cronologia dels fets més importants de la vida i la carrera
1922-24 - va treballar al laboratori psicològic que va organitzar al Col·legi Pedagògic de Gomel;
Gener de 1924: trobada amb Luria al II Congrés Psiconeurològic de Petrograd, traslladant-se de Gomel a Moscou, matriculant-se a l'escola de postgrau i ocupant lloc a l'Institut Estatal de Psicologia Experimental de Moscou;
Juliol de 1924 - inici del treball com a cap del subdepartament d'educació dels nens amb discapacitat física i intel·lectual al departament de protecció social i jurídica dels menors (SPON);
Novembre de 1924 - durant el II Congrés de Protecció Social i Jurídica dels Menors a Moscou, es va anunciar oficialment un gir de la defectologia soviètica a l'educació social i una col·lecció d'articles i materials editada per Vygotsky Temes de l'educació de cecs, sords i retardats mentals;
9 de maig de 1925 - naixement del primer fill: la filla Gita;
Estiu de 1925 - l'únic viatge a l'estranger: va anar a Londres per a una conferència de defectologia; de camí va passar per Alemanya, on es va reunir amb psicòlegs alemanys;
5 de novembre de 1925 - Vigotski, en absència (per malaltia), va rebre el títol d'investigador sènior, equivalent al grau modern de candidat de ciències per a la defensa de la tesi Psicologia de l'art. El contracte per a la publicació de La psicologia de l'art  es va signar el 9 de novembre de 1925, però el text no es va publicar fins a l'any 1965;
21 de novembre de 1925 al 22 de maig de 1926 - hospitalització a l'hospital tipus sanatori Zakharyino per tuberculosi; a l'alta qualificada com a persona amb discapacitat fins a finals d'any;
1926 - Es va publicar el primer llibre de Vigotski, Psicologia pedagògica; escriu notes i assaigs que es publicaran anys més tard sota el títol El significat històric de la crisi psicològica;
1927 - reprèn el treball a l'Institut RANION de Psicologia Experimental i en diverses institucions a Moscou i Leningrad;
17 de setembre de 1927 - aprovat com a professor per la secció científica i pedagògica del Consell Acadèmic Estatal (SUS);
19 de desembre de 1927 - nomenat cap de l'Estació Mèdica i Pedagògica del Glavsotsvos del Comissariat Popular d'Educació de la RSFSR, va romandre en aquest càrrec fins a l'octubre de 1928 (acomiadat per voluntat pròpia);
Del 28 de desembre de 1927 al 4 de gener de 1928 - Primer Congrés Pedològic panrús, Moscou: Vygotski treballa com a coeditor de la secció sobre infància difícil i també presenta dos informes: El desenvolupament d'un nen difícil i el seu estudi i Mètode instrumental en pedologia; aquests dos articles juntament amb l'informe de Zankov Principis per a la construcció de programes complexos d'una escola auxiliar des d'un punt de vista pedològic i Luria Sobre la metodologia de la investigació psicològica instrumental es converteixen en la primera presentació pública de Psicologia instrumental com a mètode d'investigació associat als noms de Vygotski i Luria;
1928 - Es va publicar el segon llibre de Vygotsky Pedology of School Age, juntament amb una sèrie d'articles que estableixen l'enfocament de Psicologia instrumental en revistes en rus i anglès;
Desembre de 1928 - després d'un conflicte amb el director de l'Institut de Psicologia Experimental (GIEP) KN Kornilov, les activitats de recerca del grup Vygotsky-Luria es van reduir en aquesta organització i la investigació experimental es va transferir a l'Acadèmia de Comunicacions.
1929 - consultor científic autònom, cap de laboratoris psicològics de l'Institut Defectològic Experimental (estació medico-pedagògica transformada)

## Teories
L'obra de Vigotski inclou alguns conceptes clau; un d'aquests és la zona de desenvolupament pròxim (ZDP). La ZDP es refereix a la diferència entre allò que un infant és capaç de fer, amb l'ajuda d'un adult, i el que és capaç de fer tot sol. La idea d'assistir i assessorar, l'aprenentatge és el que es coneix com a bastida.
Quan un nen o nena treballen sols en un problema o tasca, estan realitzant-ho amb allò que anomenem el seu nivell de desenvolupament real. El nivell de desenvolupament potencial es refereix al que són capaços de dur a terme quan un adult, una persona amb més experiència que ells, els condueix o ajuda.
Aquest concepte va ser, més tard, desenvolupat per Jerome Bruner i influenciat amb el concepte d'aquest autor de l'aprenentatge per bastida. Una altra important contribució de Vygotski ens descobreix com es relaciona això amb el desenvolupament del llenguatge. Aquest concepte és treballat i explorat en el brillant llibre Thought and Language, en el qual Vygotski estableix una explícita i profunda connexió entre la llengua oral i les construccions mentals. Al mateix temps, arriba a una conclusió sobre aquesta connexió que resumeix en una frase: «Si vols aprendre alguna cosa, ensenya-li a algú», amb l'observació que «fer-ho fora» ordena i situa el concepte en la nostra ment.
El model de desenvolupament humà de Vigotski ha estat definit com a aproximació sociocultural. Per a ell, el desenvolupament individual, ontogenètic, és el resultat del desenvolupament grupal, filogenètic, de l'espècie. El desenvolupament de l'individu és resultat de la cultura en què es troba immers. Per a Vigotski, el desenvolupament mental generalment és part dels processos d'aprenentatge de la llengua i els raonaments. Aquestes capacitats són enteses pel seu desenvolupament amb la interacció social amb els altres (especialment els pares, reals o simbòlics) i representen, d'alguna manera, el coneixement compartit de la cultura. Aquestes capacitats són desenvolupades mitjançant un procés anomenat interiorització. La interiorització descriu com les activitats socials dels nens es desenvolupen per convertir-se en activitats mentals. Quan els nens i nenes parlen i participen amb els seus pares, professors i semblants, comencen a interioritzar i a processar nova informació.
L'obra de Vigotski va ser oblidada un cop va morir i el seu treball sobre el desenvolupament cognitiu dels infants no fou present per a influenciar els psicòlegs del desenvolupament cognitiu, com ara Jean Piaget. No obstant això, més endavant, tot i que indirectament, ha influït progressivament en la comunitat cientificocognitivista dels Estats Units a partir de la dècada del 1960, mitjançant el treball d'un deixeble de Vigotski, Alexander Luria, que va ser tingut en compte pels pioners del cognitivisme J. Bruner i G. Miller.
Al llarg dels anys 1980, l'obra de Vigotski va ser redescoberta als EUA, en part gràcies a l'obertura al món de la Unió Soviètica a causa del Glàsnost. L'obra d'aquest autor ha resultat enormement influenciant, ja que ofereix una via per a la reconciliació de les diverses nocions de maduració per les quals el nen es veu com una flor sense obrir, una poncella que creixerà i es desenvoluparà millor autònomament; i del conductisme, en les quals el nen és vist com una tabula rasa, una taula buida en la qual ha d'anar construint el coneixement. Les visions de Vigotski són influents en la teoria de l'activitat, paradigma de l'aprenentatge de la Rússia soviètica, l'escola del coneixement distribuït i la metodologia de l'aprenentatge pràctic, que promulga que alguns coneixements s'adquireixen millor amb la pràctica que amb un llibre de text.
Els treballs de Vigotski són considerats per lingüistes i psicòlegs que estudien el llenguatge i la seva influència en la percepció de la realitat.

## Llegat

### Unió Soviètica
Després de la mort prematura de Vigotski, els seus llibres i investigacions van ser prohibits fins a la mort de Stalin el 1953, amb una primera col·lecció de textos importants publicats el 1956. Un petit grup dels seus col·laboradors i estudiants van poder continuar les seves línies de pensament en la recerca. Els membres del grup van establir les bases per al desenvolupament sistemàtic de la psicologia vigotskiana en camps tan diversos com la psicologia de la memòria (P. Zinchenko), la percepció, la sensació i el moviment (Zaporozhets, Asnin, Aleksei Leóntiev), la personalitat (Lidiya). Bozhovich), voluntat i volició (Zaporozhets, Aleksei Leóntiev, P. Zinchenko, L. Bozhovich, Asnin), psicologia del joc (GD Lukov, Daniil El'konin) i psicologia de l'aprenentatge (P Zinchenko, L. Bozhovich, D. El'konin), així com la teoria de la formació pas a pas de les accions mentals (Pyotr Gal'perin), la teoria general de l'activitat psicològica (Aleksei Leóntiev) i la psicologia de l'acció (Zaporozhets). Andrey Puzyrey va elaborar les idees de Vigotski pel que fa a la psicoteràpia i fins i tot en el context més ampli de la intervenció psicològica deliberada (psicotècnica), en general.

### Estats Units
Només un parell de textos de Vigotski es van publicar en anglès abans de la traducció de Thinking and Speech el 1962. Des de llavors, la majoria dels seus textos s'han traduït, i les seves idees han esdevingut influents en alguns enfocaments educatius moderns. Els primers defensors de Vigotski als EUA van ser Michael Cole i James Wertsch. Avui dia, un terme paraigua per a marc teòric basat en les idees de Vigotsky és Teoria de l'activitat cultural-històrica (també conegut com a XAT) o Teoria de l'activitat.